# Aero L-159 ALCA
Aero L-159 ALCA (Advanced Light Combat Aircraft - Máy bay chiến đấu hạng nhẹ cao cấp) là một máy bay chiến đấu đa vai trò và máy bay huấn luyện quân sự do công ty Aero Vodochody của Cộng hòa Séc chế tạo, được phát triển như một sự kế thừa của Aero L-39 Albatros. Nó được Không quân Cộng hòa Séc sử dụng (71 chiếc hiện nay, 1 chiếc đã mất trong một tai nạn).

## Các phiên bản

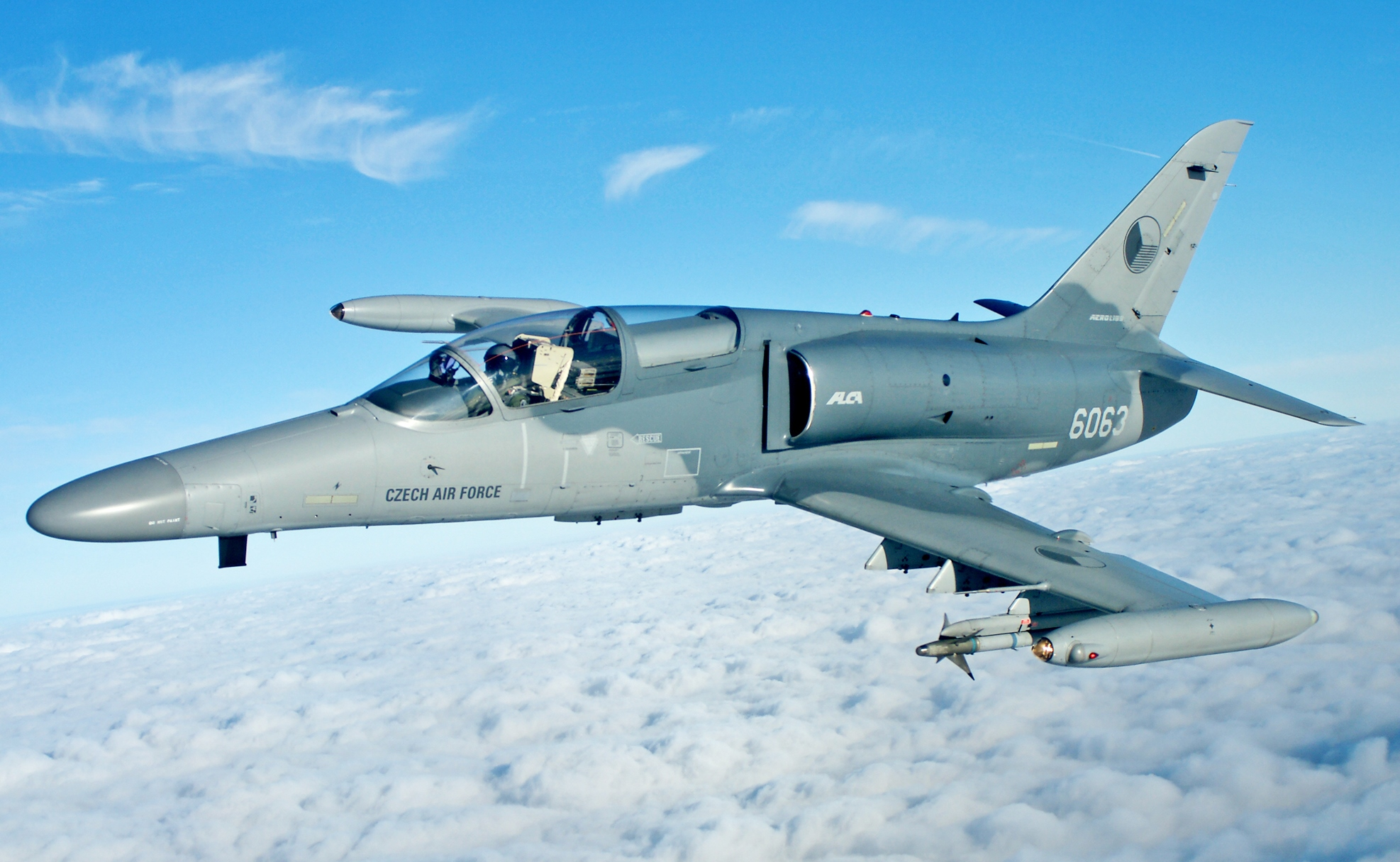
L-159A Alca của Không quân Séc mang theo tên lửa AIM-9 Sidewinder

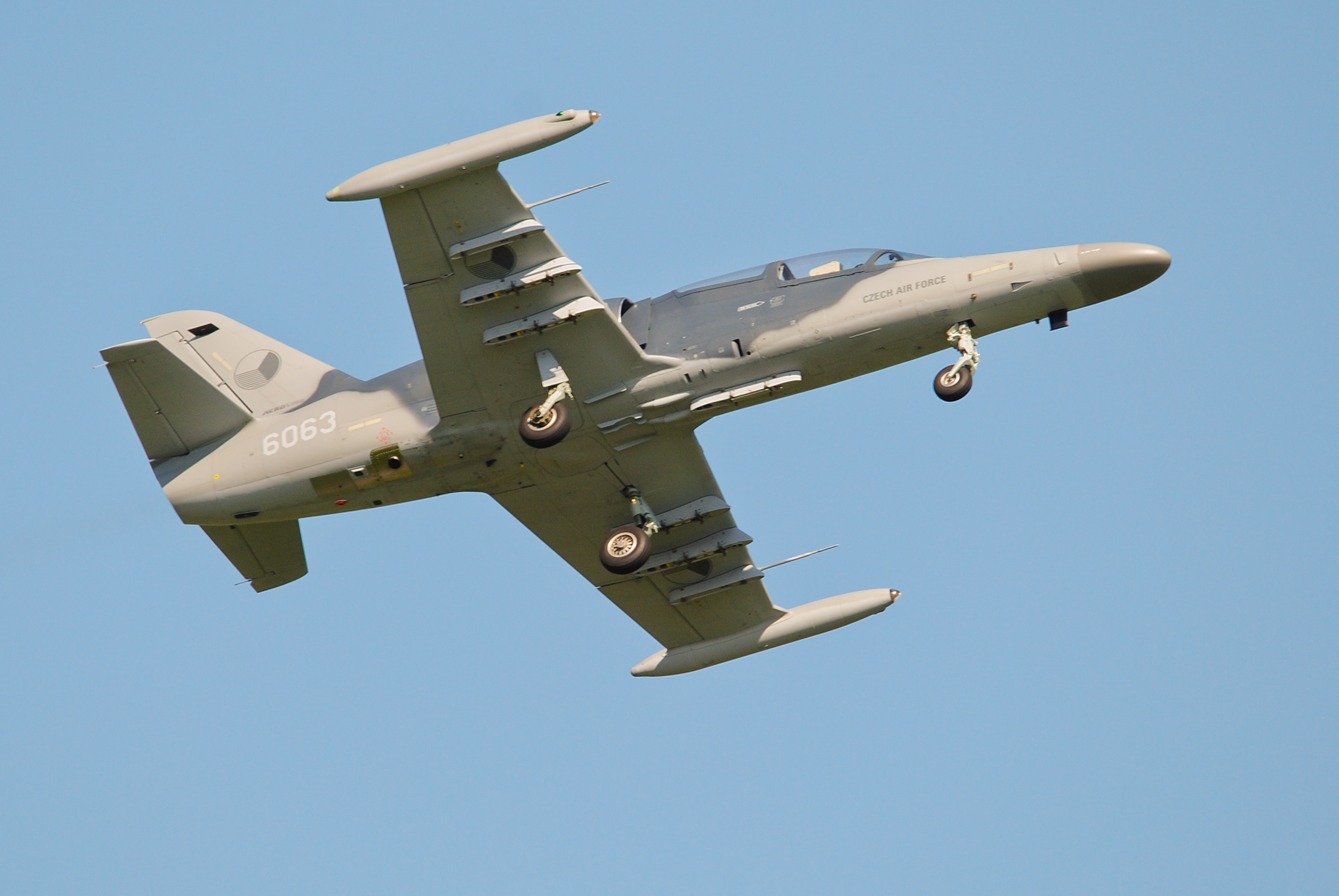

### L-159A
L-159A là một máy bay chiến đấu đa vai trò hạng nhẹ được thiết kế cho các nhiệm vụ không đối không, không đối đất và trinh sát. Máy bay được trang bị với một radar đa kênh xung Doppler Grifo-F hoạt động trong mọi điều kiện thời tiết, ngày và đêm, nó có thể sử dụng các vũ khí đa dạng theo tiêu chuẩn của NATO như tên lửa không đối không và không đối đất, bom dẫn đường bằng laser. L-159A hiện này đang hoạt động trong biên chế không quân Séc và vẫn đang được chế tạo.

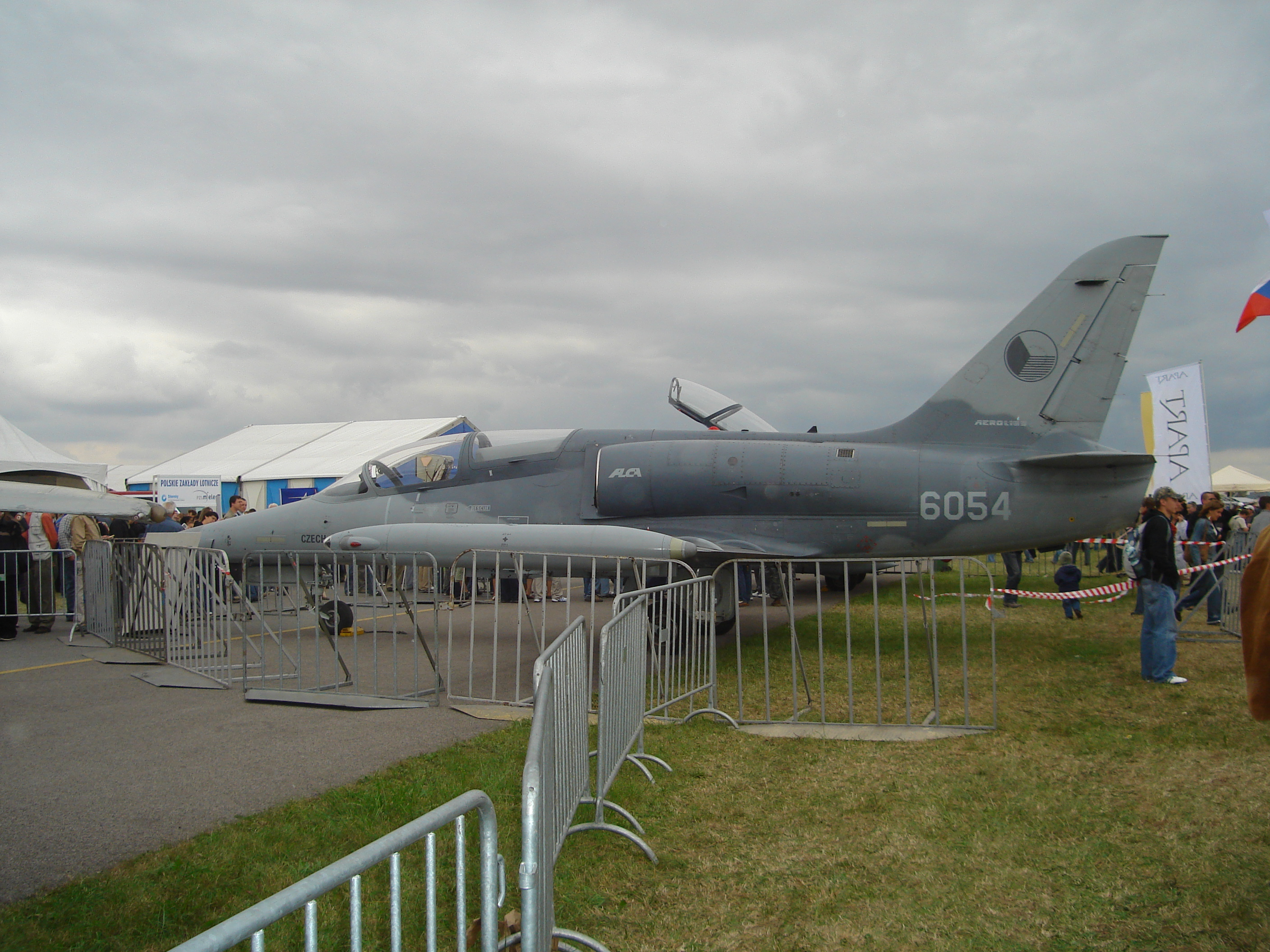
L-1598 trong triển lãm hàng không Radom Air Show 2007.

### L-159B
L-159B là một phiên bản hai chỗ phát sinh từ L159A, nó được thiết kế chủ yếu cho Huấn luyện chiến đấu đầu vào/thành thạo và cao cấp. Cấu hình của L-159B có thể đáp ứng phù hợp với các yêu cầu của khách hàng và thích nghi với công việc huấn luyện cơ bản cũng như chiến đấu bao gồm các nhiệm vụ không đối đất, tuần tra và trinh sát.

### L-159T1
L-159T1 là một phiên bản hai chỗ phát sinh từ L-159A, nó được thiết kế chủ yếu cho Không quân Séc như một lựa chọn nâng cấp giá rẻ. L-159T1 được cải tạo từ phiên bản trước đó L-159A. Hầu hết phiên bản L-159A được sửa chữa lại thành L-159T1. Công việc nâng cấp L-159A lên thành L-159T1 bao gồm thay thế khung máy bay mới, còn lại cánh, đuôi, mũi, bộ bánh hạ cánh và động cơ được sử dụng lại từ L-159A.

## Các quốc gia sử dụng
- Cộng hòa Séc
  - Không quân Cộng hòa Séc: 72 chiếc L-159A / L-159B và L-159T1
- Indonesia:
  - Không quân Indonesia: Trong năm 2008 sẽ đặt mua L-159A/B để thay thế cho các máy bay F-5 và OV-10 Bronco
- Không quân Iraq: 15 (L-159A) - đặt hàng năm 2014 (+ 12 đơn hàng loại L-159T1)

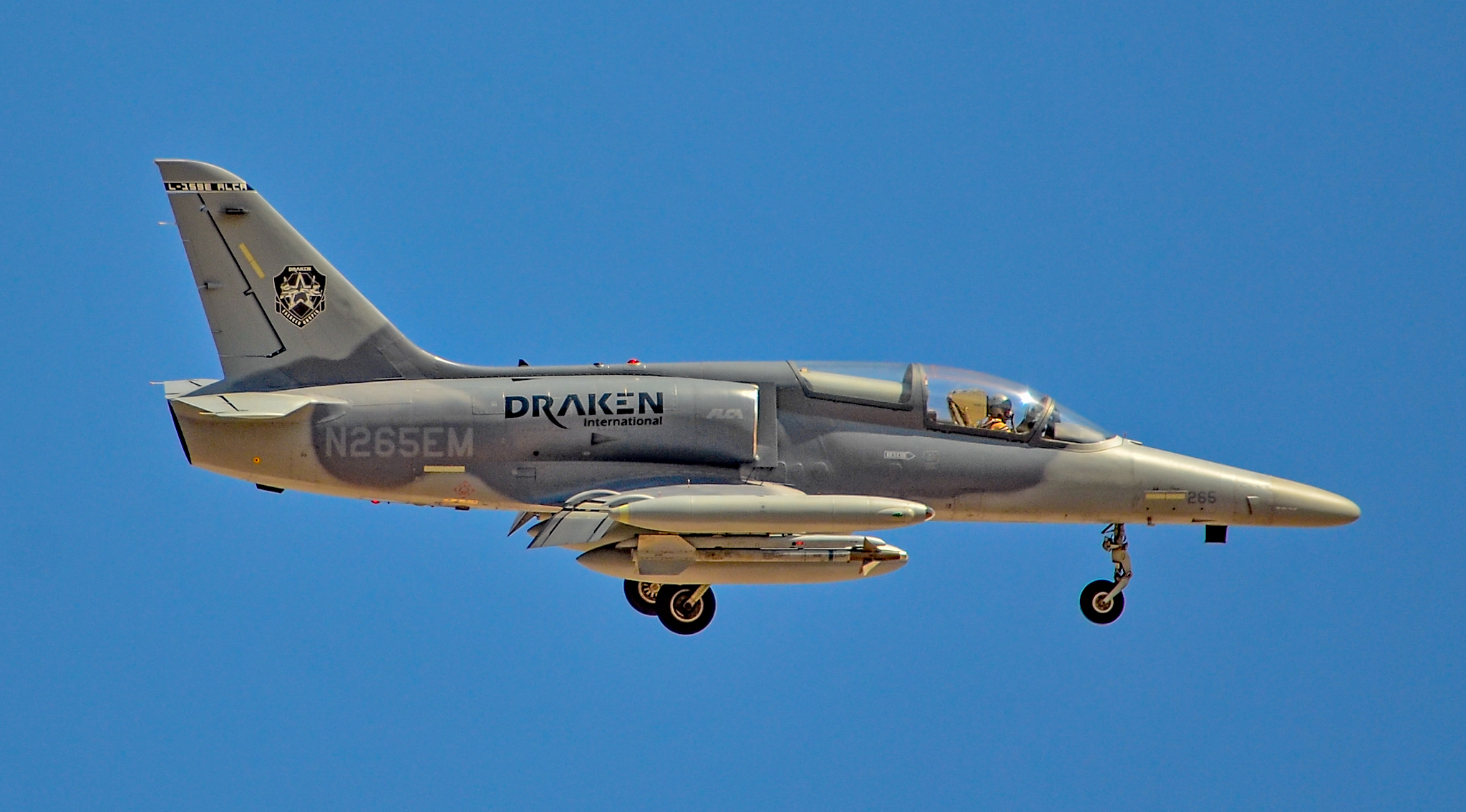
Phiên bản quốc tế Draken L-159E

- Hoa Kỳ: Trong năm 2014, có thông báo rằng Draken International Inc., một công ty dân sự của Mỹ hợp tác với quân đội Hoa Kỳ để đào tạo phi công, đang trong quá trình mua 21 chiếc L-159 cũ của Không quân Séc.[2][3][4] Thỏa thuận này đưa Draken International trở thành lực lượng không quân tư nhân lớn nhất thế giới.[5]  Aero Vodochody đã bàn giao chiếc máy bay L-159 đầu tiên cho công ty vào ngày 30 tháng 9 năm 2015. Draken International đã bảo đảm các mối liên hệ với cả Không quân Hoa Kỳ và Không quân Hoàng gia để sử dụng L-159 của họ làm máy bay huấn luyện để huấn luyện phi công.[6][7][8]

## Thông số kỹ thuật (L-159A)

### Đặc điểm riêng
- Phi đoàn: 1
- Chiều dài: 12,72 m (41 ft 8 in)
- Sải cánh: 9,54 m (31 ft 3 in)
- Chiều cao: 4,87 m (16 ft)
- Diện tích cánh: n/a
- Trọng lượng rỗng: 4.350 kg (9.590 lb)
- Trọng lượng cất cánh: n/a
- Trọng lượng cất cánh tối đa: 8.000 kg (17.637 lb)
- Động cơ: 1× Honeywell / ITEC F124-GA-100, 28 kN (6.280 lbf)
- Động cơ phụ trợ: SAFIR 5F

### Hiệu suất bay
- Vận tốc cực đại: 935 km/h (505 knots, 577 mph)
- Tầm bay: 1.570 km (848 nm, 970 m) - 2.530 km (1560 mi) với thùng nhiên liệu phụ
- Trần bay: 13.200 m (43.300 ft)
- Vận tốc lên cao: 48 m/s (9.450 ft/min)
- Lực nâng của cánh: n/a
- Lực đẩy/trọng lượng: n/a

### Vũ khí
- Súng, pháo, các vũ khí tiêu chuẩn của NATO

## Nội dung liên quan

### Máy bay có cùng sự phát triển
- Aero L-39 Albatros
- Aero L-59 Albatros

### Máy bay có tính năng tương đương
- Aermacchi MB-339
- ATG Javelin
- BAe Hawk
- CASA C-101
- Dassault Dornier Alpha Jet
- Kawasaki T-4
- Soko G-2 Galeb
- Soko G-4 Super Galeb
- PZL I-22 Iryda

### Dãy tiếp theo
L-29 - 
L-39 - 
L-59 - 
L-60 - 
L-159